# Minnesota State Fair
La Minnesota State Fair è la fiera statale del Minnesota. L'evento si tiene ogni anno per 12 giorni tra agosto e gli inizi di settembre a Falcon Heights, nella contea di Ramsey. Grazie alla presenza media di due milioni di partecipanti, la Minnesota State Fair è il più grande evento del suo genere assieme alla State Fair of Texas.

## Storia
La Minnesota State Fair è stata tenuta per la prima volta nel 1859. Le prime rassegne sono state organizzate in luoghi sempre diversi, ma nel 1884 un comitato ha deciso che, a partire dall'anno seguente, le successive edizioni si sarebbero tenute presso l'ospizio collocato tra Minneapolis e St. Paul. Il maggio del 1898, anno dello scoppio della guerra ispano-americana, i terreni della fiera sono stati adibiti ad area di allenamento per i quattro reggimenti di fanteria del Minnesota. Nel 1901, quando ha presenziato presso la Minnesota State Fair dodici giorni prima di diventare presidente, Theodore Roosevelt ha pronunciato la famosa frase speak softly and carry a big stick ("parla piano e porta un grosso bastone con te") durante un suo discorso. Durante l'edizione del 1925 della Minnesota State Fair è stato festeggiato il centenario dell'approdo della nave norvegese Restauration sulle coste Nordamericane. La Minnesota State Fair è stata eletta migliore fiera statale degli Stati Uniti nel 2015 dai lettori di USA Today. Il maggior numero di presenze alle fiera in un solo giorno si è registrato il primo giorno di settembre del 2018 (270.000 visitatori), mentre l'edizione a cui hanno partecipato complessivamente più persone è quella del 2019 (due milioni di visitatori).